# Сен Реми (Квебек)
Сен Реми (фр. Saint-Rémi) је град у Канади у покрајини Квебек. Према резултатима пописа 2011. у граду је живело 7.265 становника.

## Становништво
Према резултатима пописа становништва из 2011. у граду је живело 7.265 становника, што је за 18,4% више у односу на попис из 2006. када је регистровано 6.136 житеља.
| 2006. | 2011. |
| ----- | ----- |
| 6.136 | 7.265 |